# Ruine Dietfurt
La Ruine Dietfurt es la ruina de un höhenburg (castillo de colina) en la aldea Dietfurt, que pertenece a la comunidad Inzigkofen en el Distrito de Sigmaringen en Baden-Württemberg. El  Burghöhle Dietfurt  debajo del castillo de Dietfurt es uno de los sitios más importantes en el sur de Alemania desde los períodos tardío Paleolítico superior y Mesolítico.

Wappen der von Dietfurt

## Ubicación
Dietfurt se encuentra entre Beuron y Sigmaringen en el parque natural del Alto Danubio.
El Bergfried del Gipfelburg en, el remanente del antiguo castillo que se puede ver desde lejos, se eleva en un lugar expuesto y estratégicamente ubicado en uno de los Danubio rodeado de rocas exentas. Probablemente sirvió para proteger un vado a través del río. El vado todavía se puede ver a unos 110 metros por debajo del puente.
Está prohibido entrar en el área del castillo propiedad del Servicio de Rescate de la Montaña Sigmaringen. El acceso a la cueva del castillo está asegurado por una puerta de acero maciza cerrada con llave. Las visitas son limitadas bajo su propio riesgo si se registra en la caseta de guardia de montaña cerca de las ruinas.

## Historia
En las décadas de 1920 y 1930, el área alrededor de las ruinas de Dietfurt fue un punto de encuentro para la Neutempler-Orden. Esta asociación de hombres elitistas fue considerada una de las pioneras de la ideología nazi. La cueva del castillo es de particular importancia arqueológica porque desde el Paleolítico hasta el siglo XVI, se puede comprobar el uso humano constante.

### Liquidación anticipada
El castillo es uno de los primeros cimientos de castillos en el siglo XI. Sin embargo, la roca se colocó mucho antes. Las excavaciones en la cueva del castillo arrojaron hallazgos del Paleolítico tardío (Paleolítico), el Neolítico (Neolítico), la Edad del Bronce media, la Edad del campo de urnas más joven, la medio y posterior Período de Hallstatt, el Época Romana y la Edad Media. El nombre "Dietfurt", antiguo alto alemán como "Diota", el pueblo, indica un asentamiento temprano.

### Edad Media
El nombre Dietfurt se mencionó por primera vez en 1095 en relación con el establecimiento del Monasterio de Alpirsbach, cuando los hermanos Heinrich, Eberhard y Hermann von Dietfurt fueron nombrados como testigos. Otra mención de los hermanos Dietfurt se menciona en un documento relativo al monasterio de Alpirsbach de 1125. El Truchsess von Waldburg, Berthold, renunció al Feudo Imperial Dietfurt en 1132 en presencia del rey a favor del Conde Mangold II.  von Nellenburg. Para entonces, los nobles de Dietfurt ya estaban extintos.
En 1253 Dietfurt era propiedad de Waldburg Truchsessen. Poco tiempo después, en 1257, Dietfurt se convirtió en un feudo de Hugo von Montfort. El castillo fue mencionado por primera vez en un documento de 1274.
En 1421 los hermanos Egg y Heinrich von Reischach venden Dietfurt como nellenburgisches feudo a Anna, la condesa von Werdenberg, hija del barón Johann von Zimmer. Anna Condesa von Werdenberg zu Dietfurt murió el 1 de marzo de 1445 y fue enterrada en el Monasterio de Inzigkofen. En 1468, Dietfurt fue referido como un castillo permanente en la alianza protectora y defensiva de la alta nobleza contra el ardor y la lujuria feudal de algunos nobles. Después de que los Condes de Werdenberg murieron, el castillo pasó a la Casa Fürstenberg en 1534, ya Hohenzollern-Sigmaringen en 1806.
Ya en 1593 se hizo referencia al castillo como ruina.
Desde 1850 esta ruina es propiedad de los agricultores de Dietfurt. En 1927, dos de las familias agrícolas que poseían la mayor parte de la colina del castillo, incluidas las ruinas, la vendieron a la rama alemana de la orden de los Nuevos Templarios de Adolf Joseph Lanz. La orden ("Ordo Novi Templi") estableció su sede alemana aquí, el "Neutemplererzpriorat Staufen" y se disolvió al comienzo de la Segunda Guerra Mundial. Después del Kri Por ejemplo, inicialmente alojamiento para una familia New Templar bombardeada y más tarde una familia de refugiados de Bessarabia, en 1964 el servicio de rescate de montaña DRK ("DRK Bergwacht Sigmaringen") se hizo cargo de toda la zona. Arrendado hasta 2005, el servicio de rescate de montaña adquirió la propiedad en el mismo año.

### Servicio de rescate de montaña de Sigmaringen
La cabaña construida por los Neutemplern en el foso todavía estaba habitada por miembros de la familia evacuados de un miembro de la orden del Berlín bombardeado durante la guerra. Después de la guerra, los refugiados del este vivieron en la cabaña antes de que el Bergwacht se hiciera cargo de la cabaña en la década de 1950 después de haber estado vacante durante mucho tiempo. En 1959, el `` Servicio de Rescate de la Montaña Sigmaringen  arrendó las ruinas. En 2004, el DRK Sigmaringen compró todo el sitio, incluida la cabaña, las ruinas y la cueva del castillo. En el mismo año, la voluntad de renovar la propia cabaña y de tomar medidas de seguridad en la torre la convirtió en su negocio. Un año después, comenzó la restauración de las ruinas.
Bergwachtbereischaft Sigmaringen Cabaña del servicio de rescate de montaña de Sigmaringen en el antiguo foso.Entrada amurallada de la cueva del castillo Polea Burghoehle Dietfurt en el espacio sagrado.JPG | Polea original del candelabro perdido
Burghoehle Dietfurt Cuenco de piedra en el espacio sagrado.
Desde 2007, el servicio de salvamento de montaña realiza constantes medidas de mantenimiento en las ruinas del castillo. Dado que el material de roca que se había desmoronado de las ruinas se utilizó para las estructuras circundantes a lo largo de los siglos, se tuvo que traer material de piedra caliza extranjera de otras partes del valle del Danubio y del Heuberg. Para poder descartar que este material extraño sean piedras labradas de otros castillos, solo se utilizan rocas de desprendimientos y material recién quebrado.
Hasta julio de 2010 inclusive, el Servicio de Salvamento de Montaña invirtió más de 50 000 euros y miles de horas de trabajo en la renovación y mantenimiento de las paredes. En el verano de 2010, se estaba trabajando para sujetar una pieza más larga de la pared de la cáscara con mortero de basura en la entrada de la cueva. Este muro de conchas hecho de grandes rocas protegía la mampostería real, que estaba compuesta de pequeñas piedras. Los 13 metros restantes de esta mampostería interior no deberían recibir un nuevo revestimiento de pared. Anteriormente, el suelo de roble de la torre estaba asegurado hasta tal punto que se puede volver a entrar de forma segura. En un siguiente paso en la conservación y renovación de las ruinas, se ampliará el área de entrada.
Solo en 2011 se han invertido un total de 597 horas de trabajo, desde 2007 los miembros del servicio de salvamento de montaña han construido 73,41 toneladas de mortero de cal, 64,32 toneladas de caliza y cinco toneladas de grava de muro.
No hay evidencia de la importancia de la sala de la cueva inferior para los Nuevos Templarios. El muro que cierra la antigua salida de la cueva al exterior (probablemente pertenezca al sistema de escape del castillo) también proviene de los Nuevos Templarios. En la ventana había una imagen de cristal de San Miguel, que tenía un significado especial para los Nuevos Templarios. Como el dragón Miguel, los Nuevos Templarios querían destruir a los "subhumanos".

### Uso hoy
La cueva fue accesible de forma segura por el equipo de rescate de la montaña de Sigmaringen y equipada con luz eléctrica. Toda el área y la cueva no están abiertas al público, sin embargo, en casos individuales, las visitas son posibles después de consultar con el servicio de rescate de montaña.

### Investigación arqueológica

#### Excavación de robo
Después de la Segunda Guerra Mundial extraños buscaron en la cueva un tesoro legendario. Este tesoro debería ser un bolos dorados . Al hacerlo, dejaron un gran pozo, de un metro de ancho, cuatro metros de largo y cinco metros de profundidad, y en el proceso destruyeron capas prehistóricas de hallazgos.

#### Campañas estatales de excavación
Después de que los empleados del Servicio de Rescate de la Montaña Sigmaringen descubrieron fragmentos de Urnenfelderzeit,  principios y Alta Edad Media en esta tumba saqueada en 1970, la Oficina Estatal para la Conservación de Monumentos llevó Realizó extensas excavaciones entre 1972 y 1995 en cooperación con la Universidad de Colonia. Estos se habían vuelto necesarios porque se repetían grandes robos incontrolados en esta cueva. Durante la investigación arqueológica se encontraron restos de Mesolítico ("Mesolítico"), más tarde Paleolítico ("Paleolítico") y "Magdaleniense". En 1974 Hartmann Reim llevó a cabo una campaña de excavación en la cueva del castillo. Diez años más tarde, en 1984, siguió una excavación por parte de la Oficina Estatal para la Conservación de Monumentos. Debido a los hallazgos, la Oficina Estatal de Conservación de Monumentos llevó a cabo otra excavación en 1987/1988.
El "Burghöhle" se hizo conocido principalmente a través del descubrimiento de una placa de arcilla tardía -  Edad del Bronce ( Período del campo de urnas) con decoraciones circulares concéntricas. El objeto, también conocido como el  plato del altar , sugiere un uso de culto de la cueva.

#### Citas
Ya se prestó especial atención a las capas de hallazgos del Paleolítico tardío y el Mesolítico durante las excavaciones. En la publicación de Franz Josef Gietz se lleva a cabo la extensa asignación de los hallazgos a las capas de la estratigrafía no siempre muy simple estratigrafía (arqueología) de la cueva. Se hace una distinción entre tres complejos principales con horizontes de fondo  Paleolítico joven tardío ,  Mesolítico temprano  y  Mesolítico tardío  /   Neolítico . Con esta secuencia diferenciada, la cueva es uno de los sitios más importantes del sur de Alemania con hallazgos y hallazgos de la transición de la Edad de Hielo ("Pleistoceno") a la Edad de Hielo ("Holoceno ").

## Literatura
- Franz Josef Gietz:  Paleolítico superior tardío y mesolítico en la cueva del castillo de Dietfurt en el Danubio superior.  (= Folletos de material sobre arqueología en Baden-Württemberg; 60). Konrad Theiss Verlag, Stuttgart 2001, ISBN 3-8062-1570-7.
- Walther Paape:  Por eso fundamos una casa templo. La Nueva Orden Templaria (Ordo Novi Templi, ONT) de Lanz von Liebenfels y su Archipriorado Staufen en Dietfurt cerca de Sigmaringen . Gmeiner-Verlag, Meßkirch 2007, ISBN 978-3-89977-205-0.
- Walther Paape:  /OPO_Paape_neutempler_Jan2012.pdf Dietfurt cerca de Sigmaringen - sede alemana de una oscura asociación de hombres.  En: Hohenzollerischer Geschichtsverein (Hrsg.):  Hohenzollerische Heimat, año 63, septiembre de 2013.  S. 25–32.
- Walther Paape:  En la ilusión de ser elegido. La religión racial de Lanz von Liebenfels, la Nueva Orden Templaria y el Archipriorado de Staufen en Dietfurt: una historia austro-alemana . Gmeiner-Verlag, Meßkirch 2015, ISBN 978-3-8392-1720-7.
- Günter Schmitt:  Dietfurt.  En: Ders.:  Burgenführer Schwäbische Alb. Volumen 3: Valle del Danubio. Senderismo y descubrimiento entre Sigmaringen y Tuttlingen . Biberacher Verlagsdruckerei, Biberach 1990, ISBN 3-924489-50-5, págs. 99-104.